# Синагога Зальцмана
Синагога Зальцмана — бывший еврейский молитвенный дом в историческом центре Минска на Раковской улице, дом 24, район Раковского предместья.

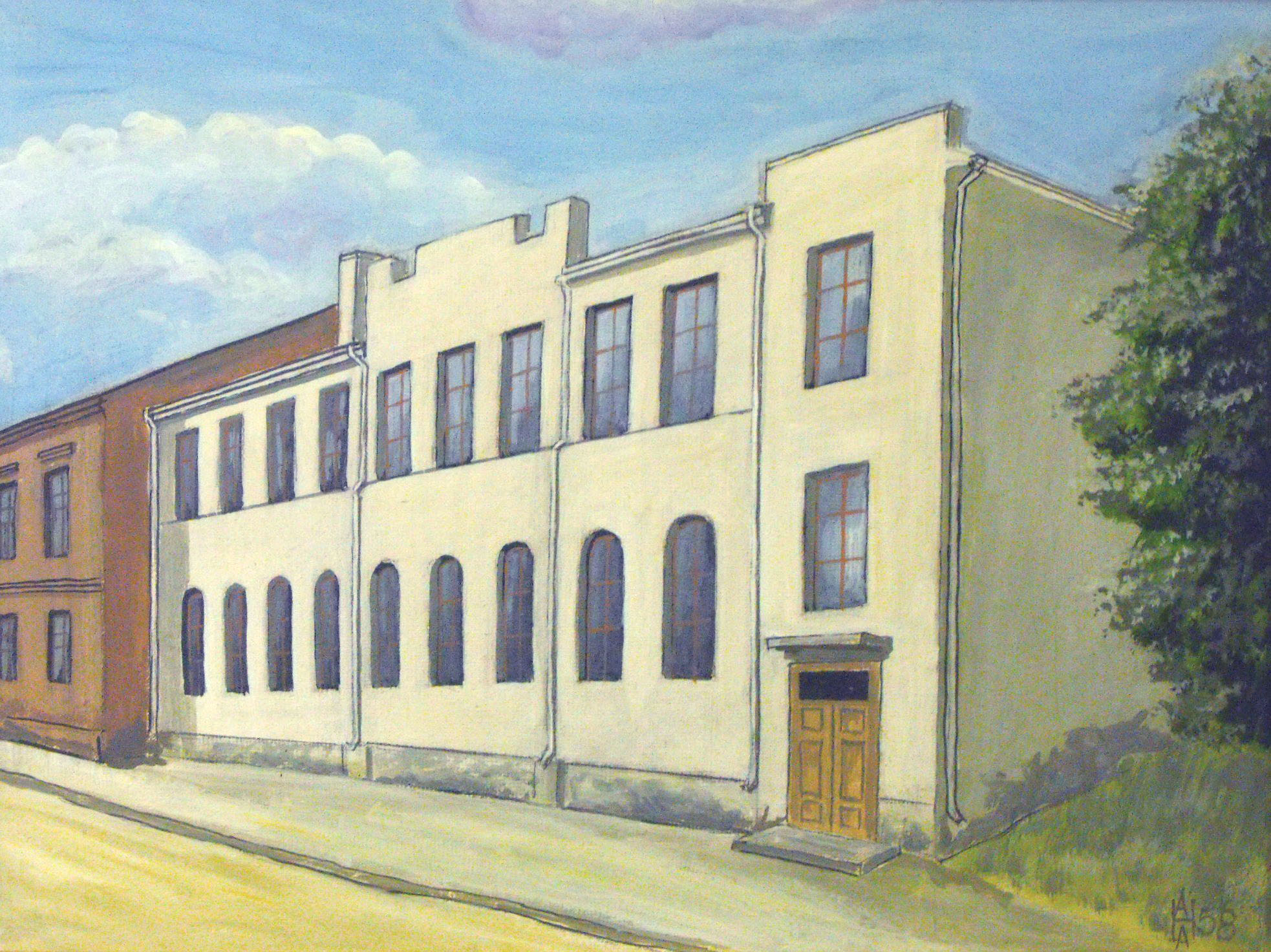
Здание синагоги Зальцмана. Рисунок 1958—1969

Была построена в 1864 году для малоимущего населения на средства купца Зальцмана. Перестроена в 1920-е годы.
Во время немецкий оккупации в здании находилась комендатура (нем. Soldatenheim der Wehrmachtortskommandatur Minsk) и кинотеатр. С 1944 по 1961 годы размещался кинотеатр «Беларусь», затем дом пионеров. В настоящее время в здании находится Специализированная детско-юношеская школа олимпийского резерва № 11 по шахматам и шашкам (СДЮШОР № 11).